# Высокий берег

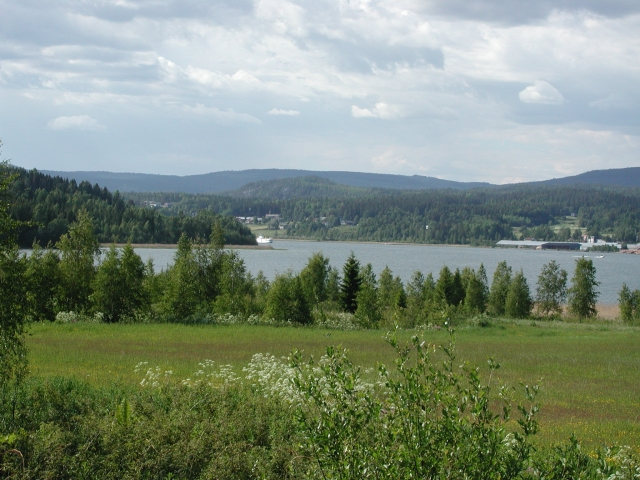
Высокий берег, Швеция

Высокий берег (швед. Höga kusten) — часть шведского побережья Ботнического залива между городами Крамфорс и Эрншёльдсвик в лене Вестерноррланд. Являет собой примечательный пример территории, продолжающей подниматься после отступления ледников и на которой возможно наглядное изучение изостазии. Со времени ледникового периода уровень поверхности повысился на 800 метров, это явление было впервые обнаружено и изучено именно здесь.
По решению ЮНЕСКО, в 2000 году эта область была занесена в список Всемирного наследия. Было отмечено, что Высокий берег предоставляет выдающиеся возможности для изучения геологических и тектонических процессов. В 2006 году объект наследия был расширен архипелагом Кваркен в Финляндии, расположенным у противоположной стороны Ботнического залива, имеющем в этом районе наименьшую ширину (менее 80 км) и носящим название Норра-Кваркен.
Часть Высокого берега входит в национальный парк Скулескуген.